# Fuenlabrada (Gerichtsbezirk)
Der Gerichtsbezirk Fuenlabrada ist einer der 21 Gerichtsbezirke in der autonomen Gemeinschaft Madrid.
Der Bezirk umfasst 2 Gemeinden auf einer Fläche von 58,87 km² mit dem Hauptquartier in Fuenlabrada.

## Gemeinden
| Gemeinde                   | Einwohner (2024) | Fläche km² | Dichte Einw./km² | Cod INE | Postleitzahl |
| -------------------------- | ---------------- | ---------- | ---------------- | ------- | ------------ |
| Fuenlabrada                | 190.790          | 39,41      | 4.841            | 28058   | 28940–28947  |
| Humanes de Madrid          | 20.074           | 19,46      | 1.032            | 28073   | 28970        |
| Gerichtsbezirk Fuenlabrada | 210.864          | 58,87      | 3.582            | –       | –            |